# Zerter
Als Zerter (in verschiedensten Schreibweisen: Särter, Certer oder Zärter) oder Besteck bezeichnete man im historischen Schiffbau der frühen Neuzeit einen detaillierten schriftlichen Entwurf, nach welchem der Bau eines bestimmten Schiffes erfolgte.
Der Zerter ist Bestandteil der Vertragsunterlagen bei der Auftragsvergabe an die Werft. In ihm sind wesentliche Punkte des zukünftigen Schiffes in schriftlicher Form festgehalten. Es sind nicht nur einzelne Bauteile in Anzahl, Qualität und Dimension aufgelistet, sondern auch erforderliche Konstruktions- und Vertragsdetails. Deshalb hat der Zerter sowohl eine juristische, als auch technische Dimension. Als Vertragsbestandteil sind sie weniger in technisch-handwerklichen Nachlässen zu finden, sondern eher in juristischen oder notariellen Archiven. Er ist nicht nur auf den Schiffbau beschränkt und noch heute als technische Beschreibung Teil der Vertragsunterlagen (z. B. Hausbau).
In ihm sind neben den Baukosten bzw. der Entlohnung für bestimmte Arbeiten auch die wichtigsten Schiffsmaße und Bauausführungen geregelt, um letztlich einen Überblick über die Gesamtkosten zu erhalten. So konnten in ihm beispielsweise Länge, Breite, Tiefgang, Anzahl der Masten und Anzahl der Kanonen, aber auch Art und Umfang des Schnitzwerkes am Heckspiegel des zu bauenden Schiffes festgeschrieben sein. Aber auch einzelne Baugruppen, wie beispielhaft die Verwendung eines dreigeteilten Kiels oder die Plankenmaße, konnten in ihm geregelt sein.
Ein Zeitgenosse beschrieb den Zerter wie folgt:

„Zerter: Die einzelnen Holztheile des Schiffes werden auf dem Stapel (s.d.) in Verbindung gesetzt. Dieses geschieht nach dem Sarter oder Zerter. So nämlich nennt man das Modell nebst schriftlichem Entwurf, nach welchem der Bau erfolgt. Bei jeder Nation hat der Sarter seine Eigenthümlichkeiten.“

Aufgrund ihrer detaillierten Beschreibung von Bauteilen und Konstruktionselementen sind Zerter wichtige Quellen für die Technikgeschichte und ergänzen Wrackfunde und zeitgenössische Abhandlungen in der Anfangszeit technischer Dokumentation (technische Zeichnung, dreidimensionale Modelle) um einen anderen Blickwinkel.